# When We All Fall Asleep, Where Do We Go?
When We All Fall Asleep, Where Do We Go? (estilizado em letras maiúsculas) é o álbum de estreia da cantora estadunidense Billie Eilish, lançado em 29 de março de 2019 através das gravadoras Darkroom e Interscope Records. As sessões de gravação e composição inciaram-se em maio de 2016, antes mesmo da divulgação de "Ocean Eyes", canção que tornou Eilish conhecida; a primeira faixa trabalhada foi "Listen Before I Go". Escrito quase em sua totalidade pela própria Eilish em conjunto com seu irmão, Finneas O'Connell, o disco foi produzido por O'Connell e gravado em um estúdio montado na casa dos dois, no bairro Highland Park, em Los Angeles, Califórnia; ele afirmou ser uma preferência de ambos, uma vez que a residência traz uma sensação de "privacidade", algo que não conseguiriam em um estúdio. O trabalho foi assim nomeado pois, de acordo com a cantora, é sobre "basicamente o que acontece quando dormimos", sendo influenciado por sonhos lúcidos e terror noturno.
Apesar de a artista afirmar, em diversas ocasiões, que o álbum transita pelos mais diversos gêneros, a crítica especializada o tem descrito como pop, avant-pop, art pop e electropop, sendo notada, ainda, a influência de outros estilos como hip hop e música industrial. Sua produção se destaca por ser mínima, com uso de baixo amplificado, percussão minimalista, sons acústicos e foley. O conteúdo lírico aborda temas referentes à vivência da juventude contemporânea, como dependência química, saúde mental e suicídio. De maneira geral, o disco foi aclamado pela imprensa, sendo elogiado principalmente por sua natureza macabra e coesão, além da composição de Eilish e O'Connell; no Metacritic, garante 82 em cem pontos, indicando "aclamação universal".
A estreia da cantora obteve um desempenho comercial positivo, estreando no topo da Billboard 200 com 313 mil cópias comercializadas;
em junho de 2019, já ultrapassava 1 milhão de cópias nos Estados Unidos. Chegou ao cume também das paradas do Canadá, Reino Unido e Austrália, além de outros países europeus, como Espanha e Suíça. Sete singles foram lançados a partir do trabalho; "Bad Guy", o quinto lançado, foi o de maior destaque, chegando à primeira posição da Billboard Hot 100 e da UK Singles Chart, que medem cem faixas mais populares no território norte-americano e britânico, respectivamente. "You Should See Me in a Crown" e "When the Party's Over" obtiveram certificações de prata e ouro no Reino Unido, respectivamente, destacando-se em outros países europeus. "Wish You Were Gay" foi lançada em março de 2019, em um período de preparação para o álbum, enquanto "Bury a Friend" foi certificada platina dupla na Austrália e no Canadá. O álbum rendeu várias indicações a Eilish no 62ª edição do Grammy, incluindo Melhor Artista Revelação, Álbum do Ano e Melhor Álbum Vocal Pop, onde sagrou-se vencedor de todas categorias. O single "Bad Guy" ganhou nas categorias de Gravação do Ano e Canção do Ano, além de também ter sido indicado a Melhor Desempenho Pop Solo. Finneas foi indicado para Produtor do Ano, Não Clássico por seu trabalho no disco, no qual ele também ganhou.

## Antecedentes e produção
Billie Eilish e seu irmão Finneas O'Connell começaram a desenvolver material para When We All Fall Asleep, Where Do We Go? em março de 2016 com a faixa "Listen Before I Go". Eilish pretendia que o álbum contivesse canções que soassem "tão divertidas quanto estar no momento de um show" quanto "algo que fosse louco e também deprimente". Ela desejava "fazer tudo neste álbum" devido a sua repulsa em ser restrita a um só gênero. O álbum foi gravado no pequeno estúdio de O'Connell em Highland Park, Califórnia A dupla explicou que escolheu o local de gravação em vez de um estúdio profissional devido à natureza íntima e caseira do ambiente, bem como à maneira como o quarto afeta os vocais, enquanto critica a falta de luz natural e o alto custo de uso de um estúdio externo. A mixagem de áudio foi realizada por Rob Kinelski, que havia mixado todos os trabalhos de Eilish até agora. Em entrevista à Billboard, Kinelski revelou que O'Connell lhe enviaria "hastes muito boas" para instrumentos separados durante o processo de gravação. Em 20 de março de 2018, Eilish confirmou que estava trabalhando em um álbum e estimou que ele seria lançado no final do ano. Em julho de 2018, durante uma entrevista à BBC Radio 1, ela anunciou que o álbum deveria sair em 29 de março de 2019. Em janeiro de 2019, Eilish estava no processo de finalização do álbum.

## Arte da capa
A arte da capa de When We All Fall Asleep, Where Do We Go? foi fotografada por Kenneth Cappello, com quem Eilish já havia colaborado anteriormente para a obra de arte de seu EP Don't Smile at Me de 2017. Depois de trabalhar com a cantora em fotos para ela. A revista Cappello foi convidada a fotografar a obra de arte de seu próximo álbum. A filmagem aconteceu no aniversário de Eilish, em dezembro, em um estúdio em Los Angeles e durou doze horas. A cantora preparou esboços para a capa do álbum, inspirados nos temas de terror noturno e sonhos lúcidos, além do interesse de Eilish em filmes de terror, especificamente The Babadook. Cappello disse à MTV News que ele "sabia que ela queria algo relacionado a tristeza". Para "parecer real", Cappello não adicionou iluminação adicional à foto final, para dar a impressão de que "uma porta estava se abrindo e essa era a luz que entra no quarto". Além disso, ele filmou diferentes variações de Eilish sentada na cama, expressando uma gama de emoções. Eilish usava contatos para preencher seus olhos completamente com branco. Ela ainda desejava usar um mínimo de efeitos especiais adicionais e retoques no produto final para manter uma sensação de "realidade e transparência".

## Composição

### Temas e influências na composição
O estilo vocal de Eilish em When We All Fall Asleep tem sido frequentemente descrito por especialistas como suave e sussurado. Neil McCormick, do The Daily Telegraph, observa que o tom da artista "é capaz de transitar de faceiro a ameaçador, de divertidamente irônico a emocionalmente sincero, em um suspiro", adicionando que "seu modo de cantar de maneira próxima ao microfone é realçado por camadas de harmonias etéreas sem deixar de lado uma sensação de intimidade". Jornalistas também o compararam com ASMR; enquanto alguns apenas lembraram-se da sensação ao ouvir a voz da cantora, outros relataram sentir "formigamentos". Ellen Holmes, em texto para o Observer, citou as "pequenas risadas e a entonação [de Eilish], além da maneira com que sua entonação 'cai' ao final das frases" como razões.
O disco é construído em torno da produção de O'Connell, que frequentemente inclui o uso de baixo amplificado, percussão minimalista, além de sons acústicos e foley. Enquanto as estruturas das canções são tradicionais, no que se refere à construção, feitas de melodias formais acompanhadas de instrumentação de teclado, violão ou baixo, também há uma influência áspera, da música industrial; a partir disso, Jon Caramanica, do The New York Times, descreveu a artista como "a primeira estrela pop de SoundCloud rap, mas sem fazer rap". Além disso, críticos tem notado influências de indie eletrônico, pop, EDM, dance-pop, synthpop, R&B, trap e jazz. Em análises, tem sido notada a produção minimalista e inspirada pelo hip hop, levando a comparações à estreia da neozelandesa Lorde, Pure Heroine; o uso de produção mínima era um desejo dos irmãos, já que, para eles, o uso de muitos recursos musicais em uma faixa a torna "bem pior". Devido à vasta gama de gêneros utilizada por Eilish, a jornalista Yasmin Cowan, da revista Clash, opinou que "confiná-la a um rótulo musical específico seria um desserviço à sua obra", embora outros analistas tenham classificado o trabalho como pop, avant-pop, art pop e electropop.
Liricamente, o álbum lida com as esperanças e medos da juventude contemporânea, explorando temas como dependência química, a sensação de ter o coração partido, aquecimento global, saúde mental e suicídio. Ao ser entrevistada por Zane Lowe, Eilish explicou que o disco foi largamente inspirado por sonhos lúcidos e terror noturno, revelando que é "basicamente o que acontece quando dormimos" — daí o título —, dizendo, numa ocasião anterior, que "basicamente, é pra ser um sonho ruim, ou um sonho bom". Em texto para a i-D, Jack Hall notou que, de forma a lidar com a temática séria do álbum de uma maneira menos portentosa, a musicista escreve com humor, de maneira lúdica, assemelhando-se aos memes. Apesar disso, não é claro se as experiências relatadas nas letras dizem respeito a vivências da própria Eilish, uma vez que ela tende a se distanciar do conteúdo de suas músicas. A cantora explicou, para a Rolling Stone, que ela e seu irmão "gostam de escrever a partir da perspectiva de outras pessoas", esclarecendo que metade do álbum "é ficcional e metade é sobre experiências reais, e ninguém nunca saberá qual é qual".
| “ | Este álbum é, basicamente, o que acontece quando você dorme. Para mim, em cada canção do disco, há paralisia do sono. Há terror noturno, sonhos lúcidos. (...) Eu sempre tive terrores noturnos muito, muito ruins. Eu tive paralisia do sono cinco vezes. Todos os meus sonhos são lúcidos, então eu os controlo. Eu sei que estou sonhando o que estou sonhando, então eu nem sei. Às vezes eu sonho e a coisa que aconteceu no sonho acontece no dia seguinte. É muito estranho. | ” |
|   | — Eilish, em entrevista a Zane Lowe, sobre como seus sonhos foram fonte de inspiração para o disco. |   |

### Estrutura musical e letras
When We All Fall Asleep abre com "!!!!!!!", uma faixa de introdução, na qual Eilish sorve ruidosamente a saliva em seu Invisalign e anuncia: "esse é o álbum"; em seguida, ela e seu irmão caem em risos. De acordo com O'Connell, o objetivo da primeira obra é "encontrar um senso de humor" em meio ao "peso" do disco. A canção seguinte, "Bad Guy", deriva dos estilos pop e trap e caracteriza-se pelo uso de baixo, bumbo e estalos amplificados em sua produção. Sua letra apresenta a artista provocando seu parceiro, enquanto sugere que ela é o "cara mau", ao invés dele. A cantora teve a ideia de escrever "Xanny" após comparecer a uma festa em que seus amigos "continuavam vomitando, continuavam bebendo mais", tornando-se, como consequência, "completamente diferentes do que são". O refrão diz: "Eu sou a fumante passiva / Bebendo só uma latinha de Coca / Eu não preciso de um xanny para me sentir melhor", em referência ao ato de ingerir Xanax, um remédio para tratar a ansiedade, como droga recreativa; o termo "xanny" é uma gíria, que refere-se ao medicamento. Ao gravar a música, o par de irmãos criou um som inspirado pelo barulho que Eilish ouviu quando uma garota soprou fumaça de cigarro em sua face, além de um loop à base de bateria e com inspirações no jazz, de maneira a replicar a sensação de "ser fumante passivo".
"You Should See Me in a Crown", escrita pelos dois irmãos após assistirem a "The Reichenbach Fall", terceiro episódio da segunda temporada de Sherlock, é uma canção de hip hop e trap que apresenta Eilish cantando sobre "sintetizadores estridentes e chimbais rápidos como fogo". "All the Good Girls Go to Hell", descrita pelo Stereogum como "um número com um forte piano" e uma das "mais pop de todo o disco", explora a ideia de que Deus e o Diabo estão "olhando para os seres humanos como uma espécie de grupo manso de pessoas e pensando: 'O que eles estão tentando fazer aqui?'"; a letra traz, ainda, referências ao aquecimento global e à destruição da Terra pelos seres humanos, a exemplo do excerto "O homem é tão tolo / Por que estamos o salvando?". Segue-se "Wish You Were Gay", que narra a atração que Eilish sentia por um garoto e não era recíproca, mas sem motivo aparente; a artista canta que queria que ele fosse gay, para que a falta de reciprocidade pudesse ser justificada. Após o lançamento da faixa, o menino acabou por se assumir homossexual, ao que a cantora respondeu estar "orgulhosa". A sétima composição, "When the Party's Over", é uma balada de piano com influências de coral; foi escrita após O'Connell deixar a casa de sua parceira, "sem nenhum motivo aparente".
"8", a oitava canção, é uma cantiga de ninar construída em torno de ukulele, na qual os vocais de Eilish são manipulados de forma a fazê-la soar como uma criança pequena. Segue-se "My Strange Addiction", uma canção pop com uso pesado de baixo, que faz uso de samples de diálogos de "Threat Level Midnight", episódio da sitcom norte-americana The Office. Para poder fazer uso dos áudios, Eilish precisou da aprovação e da autorização de Steve Carell, B. J. Novak, John Krasinski e Mindy Kaling, os membros do elenco cujas vozes apareciam nos diálogos em questão; todos concederam pessoalmente o direito de uso à artista. A música seguinte, "Bury a Friend", tem sido descrito como uma obra minimalista dos gêneros electronica e industrial; musicalmente, apresenta uma batida reminiscente a "Black Skinhead", do rapper Kanye West, uma linha vocal semelhante a "People Are Strange", do The Doors, e melodias dispersas de sintetizadores. É escrita a partir da perspectiva de um monstro em baixo de uma cama, explorando o que "essa criatura está a fazer ou a sentir". As últimas batidas da faixa seguem-se, sem pausa, com a décima-primeira faixa, "Ilomilo", um número de electropop cujo nome se deve ao jogo lançado em 2010, a fim de dar mais coesão ao álbum. O objetivo do jogo é unir duas personagens: "Ilo" e "Milo", localizados em duas extremidades de um quebra-cabeça; com base nisso, a letra trata sobre o medo de separação. Na letra, há referências à jogabilidade, como no verso "Não posso perder outra vida".
Os títulos das três últimas canções são lineares; coletivamente, eles leem "Listen Before I Go, I Love You, Goodbye". Em entrevista à Vulture, O'Connell afirmou que sua irmã "gostou da legibilidade" dos títulos, adicionando que "se relacionam" pois são "diferentes sentimentos em relação a uma despedida". Os três números posicionam-se ao final do conjunto, de forma a evitar que o disco tivesse um término abrupto. "Listen Before I Go" apresenta um acompanhamento de piano "gentil" e influências de jazz; Eilish canta da perspectiva de alguém prestes a cometer suicídio, com adição de fracos ruídos de rua e sirenes no início da música, para ambientação. A composição seguinte, "I Love You", é similar em estética, e usa um sample de uma aeromoça a falar e um avião a decolar. De acordo com O'Connell, a letra é sobre como "às vezes é um saco estar apaixonado". Seu refrão foi comparado com "Hallelujah", de Leonard Cohen, o que foi recebido com entusiasmo pelo compositor. A última música é "Goodbye", que apresenta um verso de cada uma das canções em sua letra, com trechos dispostos quietamente em sentido inverso, de maneira a representar quando "você cresce ouvindo uma fita e, no final, você a rebobina, para voltar ao começo de uma canção".

## Análise da crítica
| Críticas profissionais | Críticas profissionais |
| Pontuações agregadas   | Pontuações agregadas   |
| Fonte                  | Avaliação              |
| ---------------------- | ---------------------- |
| AnyDecentMusic?        | 7.5/10                 |
| Metacritic             | 82/100                 |
| Avaliações da crítica  |                        |
| Fonte                  | Avaliação              |
| AllMusic               | [ 24 ]                 |
| The Daily Telegraph    | [ 23 ]                 |
| The Guardian           | [ 17 ]                 |
| The Independent        | [ 66 ]                 |
| NME                    | [ 43 ]                 |
| The Observer           | [ 67 ]                 |
| Pitchfork              | 7.2/10                 |
| Q                      | [ 68 ]                 |
| Rolling Stone          | [ 33 ]                 |
| Vice                   | A                      |

When We All Fall Asleep, Where Do We Go? foi elogiado por sua temática considerada macabra, coesão e capacidade de composição de Eilish e O'Connell; o site agregador Metacritic registra uma classificação normalizada de 82, com base em 20 revisões críticas, indicando "aclamação universal". Neil McCormick do The Daily Telegraph, elogiou o conteúdo lírico do álbum e a ampla gama de influências musicais, escrevendo que "soa moderno e antiquado ao mesmo tempo". Em uma excelente crítica, Thomas Smith da NME opinou que o álbum "preenche todos os requisitos para uma estréia memorável e revolucionária" e aplaudiu suas qualidades divertidas e originais. Matt Bobkin, do Exclaim! observou que o disco exibia "uma visão artística arrojada e uma vontade de ultrapassar os limites das convenções pop" e elogiou a produção de O'Connell a adjetivado como "meticulosa".
Vários críticos aplaudiram a capacidade de Eilish de discutir os sentimentos de sua geração. A escritora Dorian Lynskey da Q caracterizou o lançamento como um "álbum surpreendente e assustador" que "falará poderosamente tanto aos colegas quanto a qualquer um que se lembre de como a juventude às vezes pode parecer um peso esmagador". Neil Z. Yeung, do AllMusic, nomeou a cantora "um avatar para um público que lida com problemas semelhantes de saúde mental e as dores do crescimento", e sugeriu que o álbum apontou "um futuro brilhante que poderia realmente ir em qualquer direção, como confuso e esperançoso quanto a juventude puder". No entanto, Chris Willman, da Variety brincou que "você não precisa ter menos de 21 ou 71 anos para se deliciar com a realidade quando a ouve", tendo apelidado Eilish de "a verdadeira transação". Will Hodgkinson , escrevendo para o The Times, elogiou a natureza assegurada do disco e acrescentou que "captura um daqueles raros momentos em que um artista sabe exatamente como seu público se sente porque também se sente da mesma maneira".
Em sua crítica na Pitchfork, Stacey Anderson creditou o sucesso de When We Fall Asleep à "excentricidade assustadora" de Eilish, que "ajuda a distanciar-se da maceração historicamente obscena de ídolos adolescentes da indústria da música". Christopher Thiessen, do Consequence of Sound, elogiou a "impressionante coesão e envolvimento emocional" do álbum e afirmou que sua produção "complementa perfeitamente" os vocais de Eilish. Laura Snapes, do The Guardian, ecoou esses sentimentos, caracterizando adicionalmente a produção de O'Connell como "convincentemente desagradável". Jason Lipshutz, escrevendo para a Billboard, considerou o álbum "frequentemente emocionante", apesar de, mesmo devido às "falhas [...] intrínsecas à verdade de seu criador". Por outro lado, Roisin O'Connor expressou sentimentos opostos em sua crítica negativa ao The Independent; ela classificou o disco como "chato e inchado", além de criticar sua produção como "abaixo da média".

## Lançamento e promoção

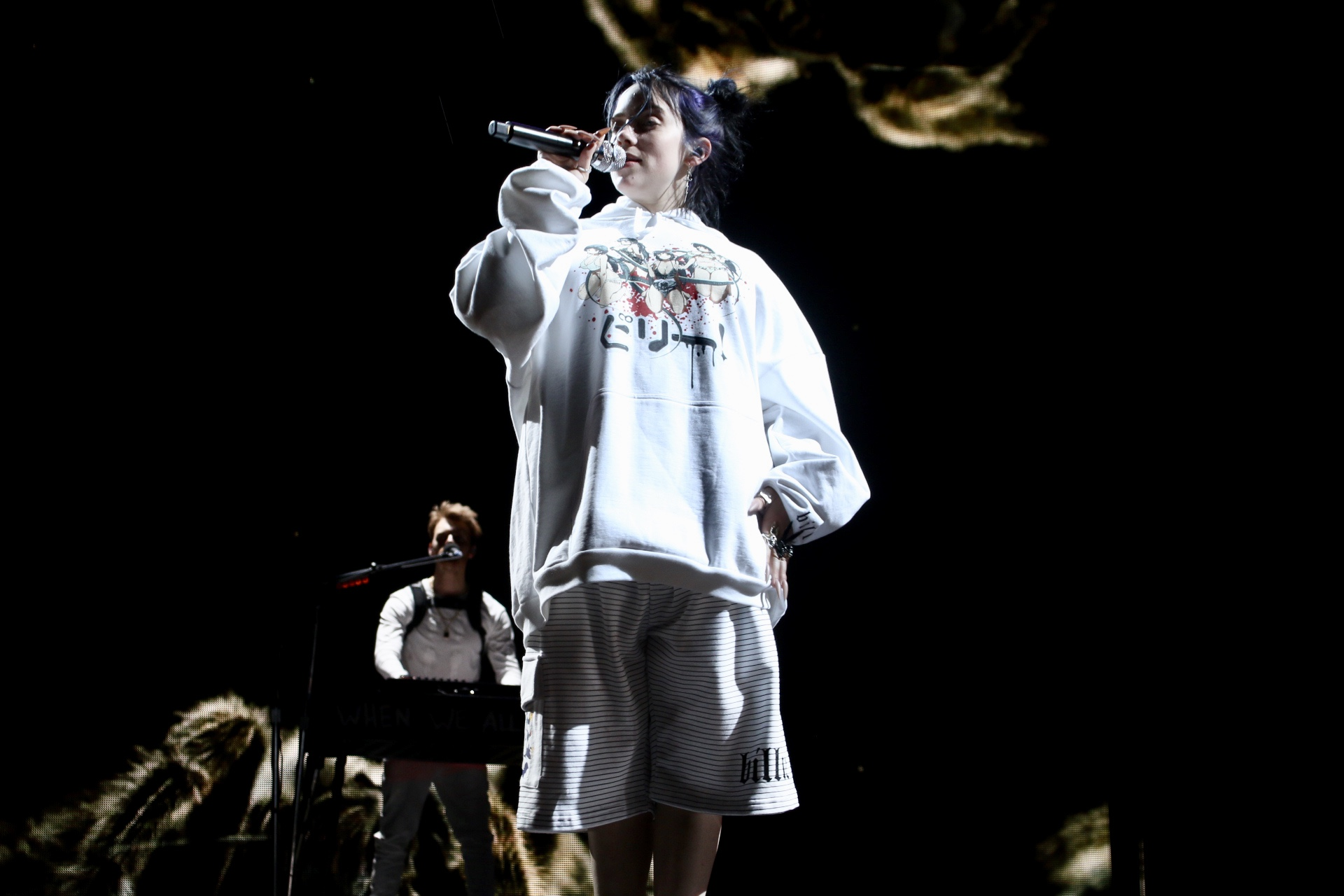
Eilish se apresentando no Red Rocks Amphitheatre em maio de 2019

Em 29 de janeiro de 2019, Eilish revelou a arte da capa e o título do álbum, e anunciou ainda que lançaria um novo single no dia seguinte às 9h. Como mencionado, uma música intitulada "Bury a Friend" foi lançada na data agendada, ao lado de um videoclipe e a lista de faixas de seu álbum. Foi elogiado pelos críticos de música, com alguns revisores a nomeando sua melhor música até o momento. Foi também um sucesso comercial, alcançando duas certificações de platina na Austrália e no Canadá. Ela havia lançado vários outros singles no ano anterior, dos quais dois, "You Should See Me in a Crown" e "When the Party's Over", apareceriam no álbum. "Bury a Friend" foi realizada pela primeira vez em 11 de fevereiro no  Kesselhaus em Berlin para o primeiro show de sua turnê européia em 2019. Mais tarde foi anunciado que ela faria um conjunto de shows acústicos íntimos no clube Pryzm, em Londres, em 7 de março.
Em 3 de março, Eilish postou um trecho de um próximo single chamado "Wish You Were Gay" em um post no Instagram, juntamente com um anúncio revelando que seria lançado como quarto single do álbum no dia seguinte, às 9h. Como afirmado, a música foi lançada no dia seguinte. Apesar de atrair polêmica sobre alegações de retratam, romance do mesmo sexo, também foi um sucesso comercial e foi certificado como platina nos Estados Unidos e Austrália. Um vídeo ao vivo da faixa gravada em um show em Londres naquele mês foi compartilhado no final de abril. Em 16 de março, Eilish se apresentou como atração principal no sul pelo South by Southwest, cantando catorze músicas, incluindo os quatro singles de When We All Fall Asleep, acompanhados de "vídeos elaborados" em uma tela traseira. Sua performance foi bem recebida pela crítica.
O álbum foi lançado em 29 de março ao lado de seu quinto single "Bad Guy".. Para comemorar o lançamento do álbum, Eilish lançou uma experiência imersiva em parceria com o Spotify, composta por várias salas, cada uma simbolizando uma música do álbum, com objetos para cheirar, ouvir e sentir, refletindo a sinestesia da cantora. Um videoclipe de "Bad Guy" foi compartilhado mais tarde durante o dia. A música se tornaria o single mais bem sucedido de Eilish até o momento em várias paradas, alcançando o número 1 em países como Canadá, Noruega, Nova Zelândia e Austrália e o segundo lugar no Reino Unido. O remix em parceria com Justin Bieber, de quem Eilish era fã desde a infância, foi lançado em 11 de julho, depois de ter sido postado por Bieber em um tweet. Em 6 de setembro de 2019, "All the Good Girls Go to Hell" foi programado para ser lançado como o sexto single do álbum.
Para promover ainda mais o álbum, Eilish embarcou em uma turnê mundial, anunciada em fevereiro de 2019. Começaria em abril daquele ano com duas apresentações no Coachella, a primeira das quais foi universalmente elogiada pelos críticos, alguns dos quais o elogiaram como o ponto alto do dia, apesar das dificuldades técnicas em relação ao microfone de Vince Staples durante seu verso na faixa "& Burn". Ela apareceu no festival Groovin' the Moo, que aconteceu durante o final de abril e o início de maio. Eilish também fez parte da programação do Big Weekend da BBC Radio 1em 25 de maio em Middlesbrough. No Festival de Glastonbury, em 30 de junho, Eilish apareceu no "Other Stage" como um aquecimento para o rapper britânico Dave, apoiado apenas por seu irmão nos teclados, um baterista e um palco liso e preto. Sua apresentação recebeu elogios da crítica generalizada, com os revisores citando seu envolvimento com o público e o desempenho versátil como razões para seus elogios.

## Indicações
| Prêmio                    | Ano                    | Categoria                            | Resultado | Ref     |
| ------------------------- | ---------------------- | ------------------------------------ | --------- | ------- |
| American Music Awards     | American Music Awards  | Álbum de Pop/Rock Favorito           | Indicado  | [ 113 ] |
| Apple Music Awards        | 2019                   | Álbum do Ano                         | Venceu    | [ 114 ] |
| Danish Music Awards       | 2019                   | Álbum Estrangeiro do Ano             | Venceu    | [ 115 ] |
| Gaana User's Choice Icons | 2020                   | Melhor Álbum Internacional           | Pendente  | [ 116 ] |
| Grammy Awards             | 2020                   | Álbum do Ano                         | Venceu    | [ 117 ] |
| Grammy Awards             | 2020                   | Melhor Álbum Vocal Pop               | Venceu    | [ 117 ] |
| Grammy Awards             | 2020                   | Melhor Álbum Projetado, Não Clássico | Venceu    | [ 117 ] |
| LOS40 Music Awards        | 2019                   | Melhor Álbum Internacional           | Venceu    | [ 118 ] |
| People's Choice Awards    | People's Choice Awards | Álbum de 2019                        | Indicado  | [ 119 ] |
| Q Awards                  | 2019                   | Melhor Álbum                         | Indicado  | [ 120 ] |

## Lista de faixas
Todas as faixas escritas e compostas por Billie Eilish e Finneas O'Connell, exceto onde citado. Todas as faixas produzidas por Finneas O'Connell, com produção adicional de Billie em "Bad Guy". 
| N.º            | Título                          | Compositor(es) | Duração |  |
| 1.             | "!!!!!!!"                       |                | 0:14    |  |
| 2.             | "Bad Guy"                       |                | 3:14    |  |
| 3.             | "Xanny"                         |                | 4:04    |  |
| 4.             | "You Should See Me in a Crown"  |                | 3:01    |  |
| 5.             | "All the Good Girls Go to Hell" |                | 2:49    |  |
| 6.             | "Wish You Were Gay"             |                | 3:42    |  |
| 7.             | "When the Party's Over"         | F. O'Connell   | 3:16    |  |
| 8.             | "8"                             |                | 2:53    |  |
| 9.             | "My Strange Addiction"          | F. O'Connell   | 3:00    |  |
| 10.            | "Bury a Friend"                 |                | 3:13    |  |
| 11.            | "Ilomilo"                       |                | 2:36    |  |
| 12.            | "Listen Before I Go"            |                | 4:03    |  |
| 13.            | "I Love You"                    |                | 4:52    |  |
| 14.            | "Goodbye"                       |                | 1:59    |  |
| Duração total: | Duração total:                  | Duração total: | 42:48   |  |

| Faixas bônus da edição japonesa |                                                       |         |  |
| N.º                             | Título                                                | Duração |  |
| 15.                             | "Come Out and Play"                                   | 3:30    |  |
| 16.                             | "When I Was Older" (música inspirada pelo filme Roma) | 4:30    |  |
| Duração total:                  | Duração total:                                        | 50:48   |  |

Notas
- Todas as canções são estilizadas em letras minúsculas, à exceção de "When I Was Older", estilizada completamente em letras maiúsculas.[123]
- "Bury a Friend" apresenta vocais não-creditados de Crooks (também conhecido como Mehki Raine), rapper londrino.[124]
- "My Strange Addiction" contém diálogos do episódio "Threat Level Midnight", da sitcom norte-americana The Office. O capítulo foi escrito por B. J. Novak. A faixa apresenta trechos de diálogo executados por Steve Carell, Ed Helms, John Krasinski, Mindy Kaling, Brian Baumgartner, B. J. Novak e Amy Ryan.[125]

## Equipe e colaboradores
Todo o processo de elaboração de When We All Fall Asleep, Where Do We Go? atribui os seguintes créditos:
Gestão
- Danny Rukasin: gestão
- Brandon Goodman: gestão
- David Ferreria: representação legal
- Sam Riback: A&R
- Justin Lubliner: A&R

Locais de gravação
- Estúdio caseiro de Finneas O'Connell (Los Angeles, Califórnia)

Vocais
- Billie Eilish: vocalista principal, vocalista de apoio
- Finneas O'Connell: vocalista de apoio

Produção
- Billie Eilish: composição, produção adicional (faixa 2)
- Finneas O'Connell: composição, produção
- Rob Kinelski: mixagem
- John Greenham: masterização

## Desempenho comercial
When We All Fall Asleep, Where Do We Go? estreou no número um na Billboard 200 dos EUA com 313.000 unidades equivalentes a álbuns, das quais 116.000 foram venda de álbuns físicos. O álbum também atingiu 137.000 foram via Streaming, o que se traduz em 194 milhões de transmissões de áudio sob demanda para as músicas do álbum em sua primeira semana, representando assim a terceira maior semana de streaming de todos os tempos para um álbum de uma mulher. Em sua segunda semana no gráfico, o álbum caiu para o número dois, com uma queda de 62% nas vendas para 118.000 unidades. Ele retornaria ao topo do gráfico por mais duas semanas não consecutivas. Ele marcou o primeiro álbum de uma artista feminina mais jovem a chegar ao topo das paradas em 10 anos desde Here We Go Again da Demi Lovato e o primeiro de uma mulher mais jovem a passar mais de uma semana no topo da tabela em 20 anos desde ...Baby One More Time da Britney Spears. Em 20 de junho de 2019, o When We All Fall Asleep, Where Do We Go? vendeu 1.304.000 unidades equivalentes de álbuns, das quais 343.000 são vendas de álbuns físicos. O álbum acabou por ser certificado em platina dupla pela Recording Industry Association of America (RIAA) no país em 17 de setembro de 2019. No vizinho Canadá, o álbum estreou no topo de sua parada nacional de álbuns com 46.000 unidades comercializadas. Após duas semanas consecutivas no número dois, retornou ao pico do gráfico com 12.000 unidades vendidas. When We All Fall Asleep, passou mais quatro semanas não consecutivas nessa posição. Até o final de junho de 2019, o álbum havia sido certificado como platina dupla no país e era o disco mais vendido do ano no país, com 174.000 unidades de álbuns equivalentes.
No Reino Unido, também estreou no número um na parada de álbuns oficiais do país, com 48.000 vendas combinadas, tornando Eilish a mais jovem artista feminina solo a liderar o ranking. Depois de manter o primeiro lugar pela segunda semana consecutiva, o álbum caiu para o número dois na semana seguinte, mas imediatamente retornou ao primeiro lugar devido a comercialização de 6.000 unidades, neste momento tendo sido certificado de ouro pelo BPI, indicando 100.000 cópias vendidas no país. É o sexto álbum mais vendido do primeiro semestre de 2019 no Reino Unido, com 200.000 unidades vendidas no total. Na Austrália, When We All Fall Asleep entrou na parada de álbuns da ARIA no número um, com seis músicas dele ocupando os dez primeiros lugares. Ao fazer isso, Eilish quebrou o recorde de Ed Sheeran com o maior número de músicas com colocação simultânea nessa área da parada. Permaneceu nesta posição por mais seis semanas não consecutivas e desde então foi certificado de platina.
| Tabela musical (2019)                   | Melhor posição |
| --------------------------------------- | -------------- |
| Alemanha (Media Control Charts)         | 3              |
| Argentina (CAPIF)                       | 2              |
| Austrália (ARIA Charts)                 | 1              |
| Áustria (Ö3 Austria Top 40)             | 1              |
| Bélgica (Ultratop 50 de Flandres)       | 1              |
| Bélgica (Ultratop 40 da Valônia)        | 5              |
| Canadá (Canadian Albums Chart)          | 1              |
| Coreia do Sul (Gaon Music Chart)        | 24             |
| Dinamarca (Hitlisten)                   | 1              |
| Escócia (OCC)                           | 1              |
| Eslováquia (IFPI Slovenská Republika)   | 1              |
| Espanha (PROMUSICAE)                    | 1              |
| Estados Unidos (Billboard 200)          | 1              |
| Estados Unidos (Digital Albums)         | 1              |
| Estados Unidos (Top Alternative Albums) | 1              |
| Estados Unidos (Top Tastemaker Albums)  | 1              |
| Estônia (Eesti Ekspress)                | 1              |
| Finlândia (IFPI Finlândia)              | 1              |
| França (SNEP)                           | 7              |
| Grécia (IFPI Grécia)                    | 1              |
| Hungria (MAHASZ)                        | 18             |
| Irlanda (IRMA)                          | 1              |
| Itália (FIMI)                           | 3              |
| Japão (Oricon)                          | 41             |
| Letônia (LAIPA)                         | 1              |
| Lituânia (AGATA)                        | 1              |
| México (AMPROFON)                       | 5              |
| Noruega (VG-lista)                      | 1              |
| Nova Zelândia (Recorded Music NZ)       | 1              |
| Países Baixos (MegaCharts)              | 1              |
| Polônia (ZPAV)                          | 1              |
| Portugal (AFP)                          | 1              |
| Reino Unido (UK Albums Chart)           | 1              |
| República Checa (IFPI Česká Republika)  | 1              |
| Suécia (Sverigetopplistan)              | 1              |
| Suíça (Schweizer Hitparade)             | 1              |

| Tabela musical (2019)                  | Posição |
| -------------------------------------- | ------- |
| Alemanha (GfK Entertainment)           | 14      |
| Austrália (ARIA)                       | 1       |
| Áustria (Ö3 Austria)                   | 3       |
| Bélgica (Ultratop 50 Flandres)         | 2       |
| Bélgica (Ultratop 40 Valônia)          | 23      |
| Canadá (Canadian Albums Chart)         | 2       |
| Dinamarca (Hitlisten)                  | 3       |
| Espanha (PROMUSICAE)                   | 23      |
| Estados Unidos (Billboard 200)         | 1       |
| Estados Unidos (Alternative Albums)    | 1       |
| Estados Unidos (Top Tastemaker Albums) | 1       |
| França (SNEP)                          | 40      |
| Irlanda (IRMA)                         | 3       |
| Itália (FIMI)                          | 15      |
| Letônia (LAIPA)                        | 1       |
| México (AMPROFON)                      | 15      |
| Nova Zelândia (RMNZ)                   | 1       |
| Países Baixos (MegaCharts)             | 2       |
| Polônia (ZPAV)                         | 22      |
| Portugal (AFP)                         | 7       |
| Reino Unido (OCC)                      | 4       |
| Suécia (Sverigetopplistan)             | 1       |
| Suíça (Schweizer Hitparade)            | 5       |
| Tabela musical (2020)                  | Posição |
| Alemanha (GfK Entertainment)           | 19      |
| Austrália (ARIA)                       | 3       |
| Áustria (Ö3 Austria)                   | 4       |
| Bélgica (Ultratop 50 Flandres)         | 3       |
| Bélgica (Ultratop 40 Valônia)          | 14      |
| Canadá (Canadian Albums Chart)         | 5       |
| Dinamarca (Hitlisten)                  | 5       |
| Espanha (PROMUSICAE)                   | 26      |
| Estados Unidos (Billboard 200)         | 11      |
| Estados Unidos (Alternative Albums)    | 2       |
| Irlanda (IRMA)                         | 5       |
| Itália (FIMI)                          | 31      |
| Noruega (VG-lista)                     | 5       |
| Nova Zelândia (RMNZ)                   | 5       |
| Países Baixos (MegaCharts)             | 6       |
| Polônia (ZPAV)                         | 29      |
| Reino Unido (OCC)                      | 4       |
| Suécia (Sverigetopplistan)             | 6       |
| Suíça (Schweizer Hitparade)            | 3       |

| Tabela musical (2010–19)       | Posição |
| ------------------------------ | ------- |
| Áustria (Ö3 Austria Top 40)    | 32      |
| Estados Unidos (Billboard 200) | 53      |
| Noruega (VG-lista)             | 23      |
| Países Baixos (MegaCharts)     | 23      |

## Vendas e certificações
| Região | Certificação | Vendas     |
| --- | ------------ | ---------- |
| Alemanha (BVMI) | Platina      | 200,000^   |
| Austrália (ARIA) | 3× Platina   | 210,000‡   |
| Áustria (IFPI Austria) | 3× Platina   | 45,000‡    |
| Bélgica (BEA) | Platina      | 30,000*    |
| Canadá (Music Canada) | 5× Platina   | 160,000‡   |
| Dinamarca (IFPI Dinamarca) | 4× Platina   | 80,000^    |
| Espanha (PROMUSICAE) | Platina      | 40.000‡    |
| Estados Unidos (RIAA) | 4× Platina   | 4.000.000‡ |
| França (SNEP) | 2× Platina   | 100,000‡   |
| Itália (FIMI) | 2× Platina   | 100,000*   |
| México (AMPROFON) | 2× Platina   | 120,000‡   |
| Noruega (IFPI Noruega) | 7× Platina   | 140,000*   |
| Nova Zelândia (RMNZ) | 4× Platina   | 60,000‡    |
| Polônia (ZPAV) | 4× Platina   | 80,000‡    |
| Portugal (AFP) | Platina      | 15,000^    |
| Reino Unido (BPI) | 2× Platina   | 600,000‡   |
| Singapura (RIAS) | 2× Platina   | 10.000*    |
| *vendas baseadas apenas na certificação ^distribuições baseadas apenas na certificação ‡vendas+valores de streaming baseados apenas na certificação |              |            |